# Kenneth Goff
 (avril 2014).

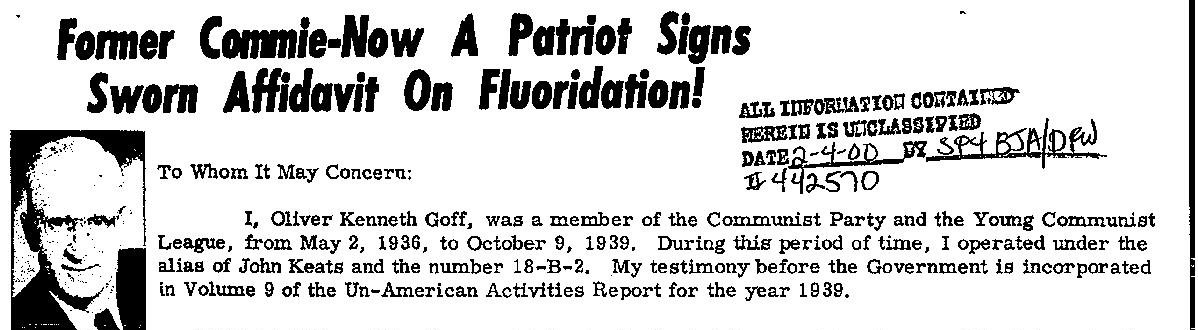
Kenneth Goff s'est opposé à la fluoration de l'eau potable

Kenneth Goff (1914-1972) est un militant anticommuniste américain, ancien membre du Parti communiste américain. Il a rédigé de nombreux essais et donné de nombreuses conférences.

## Biographie
Il témoigna devant le Special Investigation Committee dirigé par Martin Dies Jr. (Dies Committee) qui siégea de 1938 à 1944 et faisait partie de la House Un-American Activities Committee de la Chambre des représentants des États-Unis. Il évoqua la formation à la subversion qui lui fut prodiguée durant les années 1930.
Il informa le Dies Committee que les communistes étaient en faveur de la fluoration de l'eau, prétendument utilisée en URSS pour rendre la population apathique.
Il est connu pour avoir employé le test du canard dans une optique anticommuniste dans une brochure intitulée Des Traîtres en chaire. Faisant référence aux propos d'Emil Mazey, il accuse quatre pasteurs, dont Harry Emerson Fosdick (en), de cancaner comme des communistes.
Selon certaines sources, il aurait collaboré au livre Brain-Washing,.

## Analyse
Son parcours est semblable à celui de deux autres militants communistes américains, Manning Johnson et Bella Dodd.

## Publications
- Brainwashed Into Slavery, by Kenneth Goff, 63 pages  A book attributed by some to Kenneth Goff who obtained it from Communist Party sources. Others claim L. Ron Hubbard, the founder of the Church of Scientology wrote the book.
- They would destroy our way of life (1944) 48 pages
- Traitors in the Pulpit and Treason Toward God (1946) 61 pages
- This is My Story: Confessions of Stalin’s Agent (1948) 78 pages text
- Red betrayal of youth (1948) 32 pages
- Will Russia Invade America? (1951) 63 pages
- Communism in America (1952)
- The scarlet woman of Revelation (1952) 32 pages
- One World a Red World (1952) 64 pages
- The Long Arm of Stalin (1952) 63 pages
- Hitler and the Twentieth Century Hoax (1954) 72 pages. Goff suggests Hitler was a communist agent and may have survived the fall of Berlin.
- Strange Fire (The Church, Christianity & Communism in America) (1954) hardcover
- The flying saucers: From Russia, from another planet, from God (1955) 32 pages
- Reds Promote Racial War (1958) 76 pages
- Red Shadows (1959) 93 pages
- Still 'tis Our Ancient Foe (1962)
- Red tide (1962) 63 pages
- Crackpot or crack shot (1964) 10 pages
- Satanism - the father of Communism (1968) 72 pages
- Red atrocities against Christians (1968) 63 pages
- Reds launch war to destroy white race (1969)
- From Babylon to Baruch
- Pilgrim Torch (c.1946-1967)
- Christian Battle Cry (1966-1971)

## Conférences
- Traitors in the Pulpit, or What’s Behind the Flying Saucers – Are they from Russia, Another Planet, or God?
- Treason in our State Department
- Should we use the Atom Bomb?
- Red Secret Plot for Seizure of Denver
- Do the Reds Plan to Come by Alaska?